# اینفیمم و سوپریمم

مجموعهٔ از اعداد حقیقی (دایره‌های خالی و پر)، زیرمجموعهٔ از (دایره‌های پر) و اینفیمم. توجّه کنید که برای مجموعه‌های متناهی و کاملاً مرتب، اینفیمم و مینیمم یکی هستند.

یک مجموعه از اعداد حقیقی (دایره‌های آبی)، یک مجموعه از کران های بالای (مروارید و دایره‌های قرمز)، و کوچکترین کران بالای این‌چنینی، یعنی سوپریمم (مروارید قرمز)

در ریاضیات، اینفیمم یا زیرینه  (مخفّف و نماد آن inf) یک زیرمجموعه چون {\displaystyle \mathrm {S} } از مجموعهٔ با ترتیب جزئی چون {\displaystyle \mathrm {T} }، بزرگترین عنصر درون {\displaystyle \mathrm {T} } است که (در صورت وجود) کوچکتر یا مساوی با تمام اعضای {\displaystyle \mathrm {S} } باشد. لذا عموماً اصطلاح بزرگترین کران پایین (مخفّف آن GLB) استفاده می‌شود.
سوپریمم یا زبرینه  (مخفّف و نماد آن sup) یک زیرمجموعه چون {\displaystyle \mathrm {S} }  از یک مجموعهٔ با ترتیب جزئی چون {\displaystyle \mathrm {T} }، کوچکترین عنصری در {\displaystyle \mathrm {T} } است که (در صورت وجود) بزرگتر یا مساوی با تمام اعضای {\displaystyle \mathrm {S} } باشد. لذا، سوپریمم را اغلب کوچکترین کران بالا (یا LUB) گویند.
به طور دقیقتر، می‌توان گفت که اینفیمم دوگان مفهوم سوپریمم است. اینفیمم ها و سوپریمم های اعداد حقیقی حالات خاص رایجی هستند که در آنالیز ریاضی اهمیت دارند، به خصوص در انتگرال گیری لبگ. با این حال، تعاریف عمومی در بستر مباحث مجرّدتر نظریهٔ ترتیب، که در آن مجموعه‌هایی با ترتیب جزئی دلخواهی در نظر گرفته می‌شوند همچنان معتبر باقی می‌مانند.
مفاهیم اینفیمم و سوپریمم به ترتیب مشابه با مفاهیم مینیمم و ماکسیمم  هستند، اما در آنالیز اینفیمم و سوپریمم برای مجموعه‌هایی که مینیمم و ماکسیمم ندارند کاربردی‌ترند. به عنوان مثال، اعداد حقیقی مثبت {\displaystyle \mathbb {R^{+}} } (شامل صفر نمی‌شوند) مینیمم ندارند، چون هر عنصر از آن را می‌توان بر دو تقسیم کرد و باز عدد کوچکتری به دست آورد که در آن مجموعه باشد. با این حال، دقیقاً یک اینفیمم از اعداد حقیقی مثبت وجود دارد: 0، که کوچکتر از تمام اعداد حقیقی مثبت بوده و بزرگتر از هر کران پایینی برای این اعداد است. 

## تعریف
یک کران پایینِ یک زیرمجموعهٔ {\displaystyle S} از یک مجموعهٔ جزئی‌مرتّب {\displaystyle P}، یک عنصر {\displaystyle a} عضو {\displaystyle P} است به طوری که {\displaystyle a\leqslant x;\forall x\in S}.
{\displaystyle a}، کران پایین {\displaystyle S}، یک زیرینهٔ {\displaystyle S} نامیده می‌شود اگر به ازای هر کران پایین {\displaystyle y}، {\displaystyle y\leqslant a} ({\displaystyle a} از هر کران پایین دیگری بزرگتر یا مساوی باشد).
به شکل مشابه، یک کران بالای یک زیرمجموعهٔ {\displaystyle S} از یک مجموعهٔ جزئی‌مرتّب {\displaystyle P} یک عنصر {\displaystyle b} عضو {\displaystyle P} است به طوری که {\displaystyle b\geqslant x;\forall x\in S}.
{\displaystyle b}، کران بالای {\displaystyle S}، یک زبرینهٔ {\displaystyle S} نامیده می‌شود اگر به ازای هر کران بالای {\displaystyle z}، {\displaystyle z\geqslant b} ({\displaystyle b} از هر کران بالای دیگری کوچکتر یا مساوی باشد).